# Bezirk Steckborn

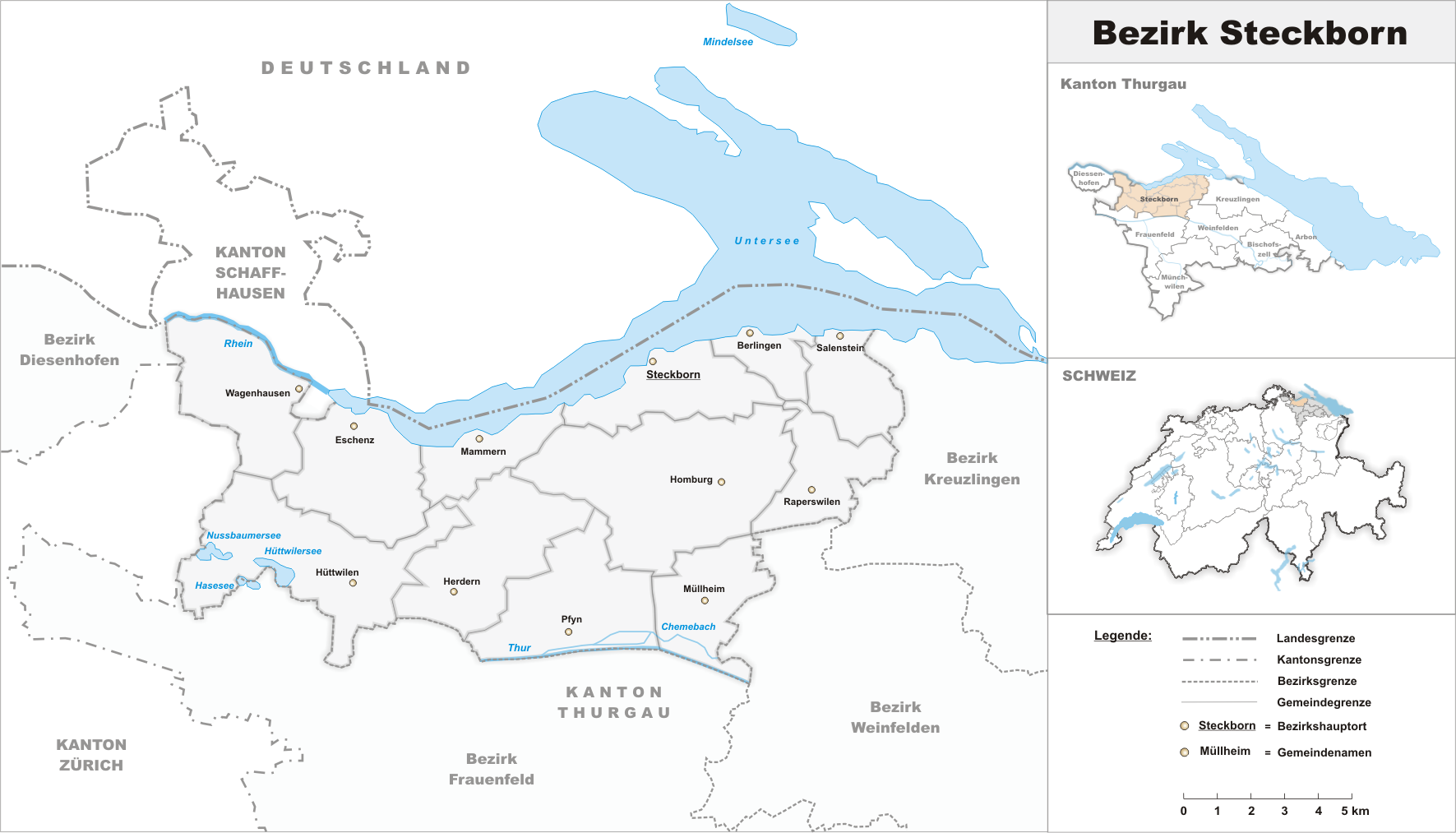
Karte des ehemaligen Bezirk Steckborn

Der Bezirk Steckborn war ein Bezirk im Kanton Thurgau. Hauptort war Steckborn.
Mit dem Inkrafttreten der Änderung des Thurgauer Gesetzes über die Gemeinden wurde der Bezirk Steckborn per Ende 2010 aufgelöst.

## Geografie
Der Bezirk Steckborn umfasste den westlichen Teil der Hügelkette Seerücken und das Südufer des Untersees.
Zum Bezirk gehörten bis zum 31. Dezember 2010 folgende Gemeinden:
| Wappen     | Name der Gemeinde | Einwohner (31. Dezember 2010) | Fläche in km² | Einw. pro km² |
| ---------- | ----------------- | ----------------------------- | ------------- | ------------- |
| Wappen     | Berlingen         | 839                           | 3,58          | 234           |
| Wappen     | Eschenz           | 1647                          | 12,00         | 137           |
| Wappen     | Herdern           | 960                           | 13,73         | 70            |
| Wappen     | Homburg           | 1458                          | 24,13         | 60            |
| Wappen     | Hüttwilen         | 1452                          | 17,66         | 82            |
| Wappen     | Mammern           | 590                           | 5,44          | 108           |
| Wappen     | Müllheim          | 2645                          | 8,74          | 303           |
| Wappen     | Pfyn              | 1936                          | 13,14         | 147           |
| Wappen     | Raperswilen       | 401                           | 7,68          | 52            |
| Wappen     | Salenstein        | 1250                          | 6,54          | 191           |
| Wappen     | Steckborn         | 3436                          | 8,78          | 391           |
| Wappen     | Wagenhausen       | 1601                          | 11,82         | 135           |
| Total (15) | Total (15)        | 18'215                        | 133,24        | 137           |

## Veränderungen im Gemeindebestand

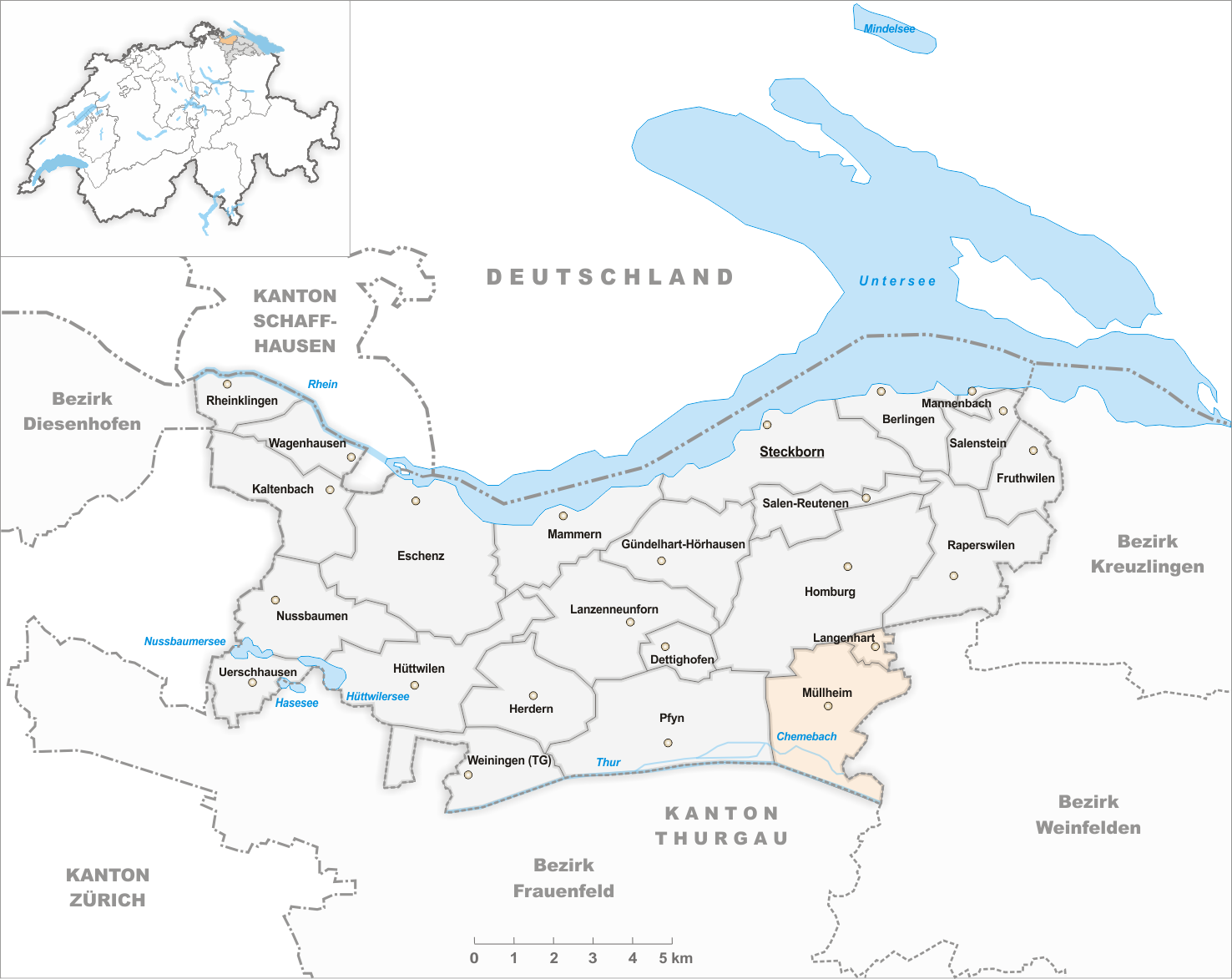
Gemeinden bis 1966
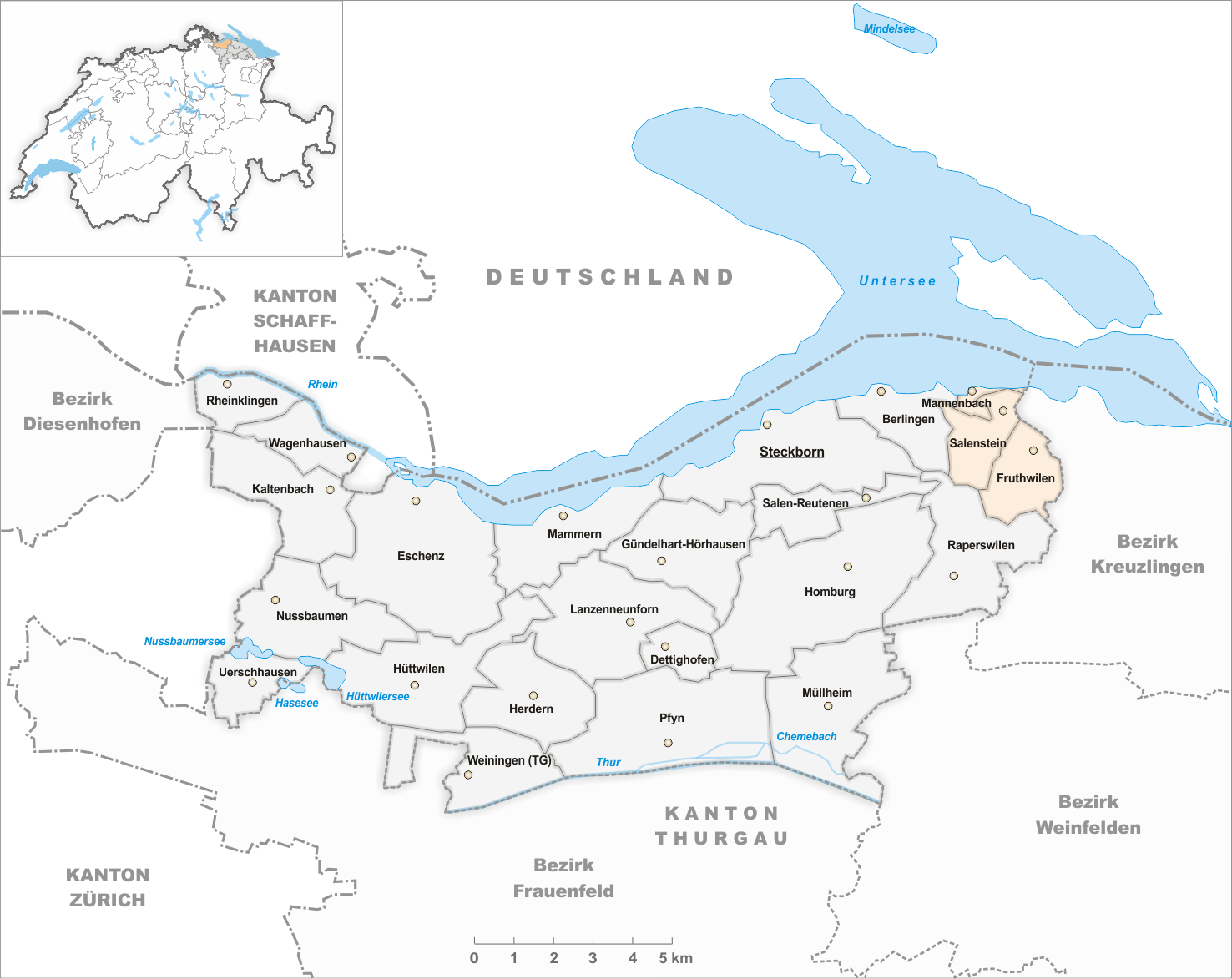
Gemeinden bis 1978
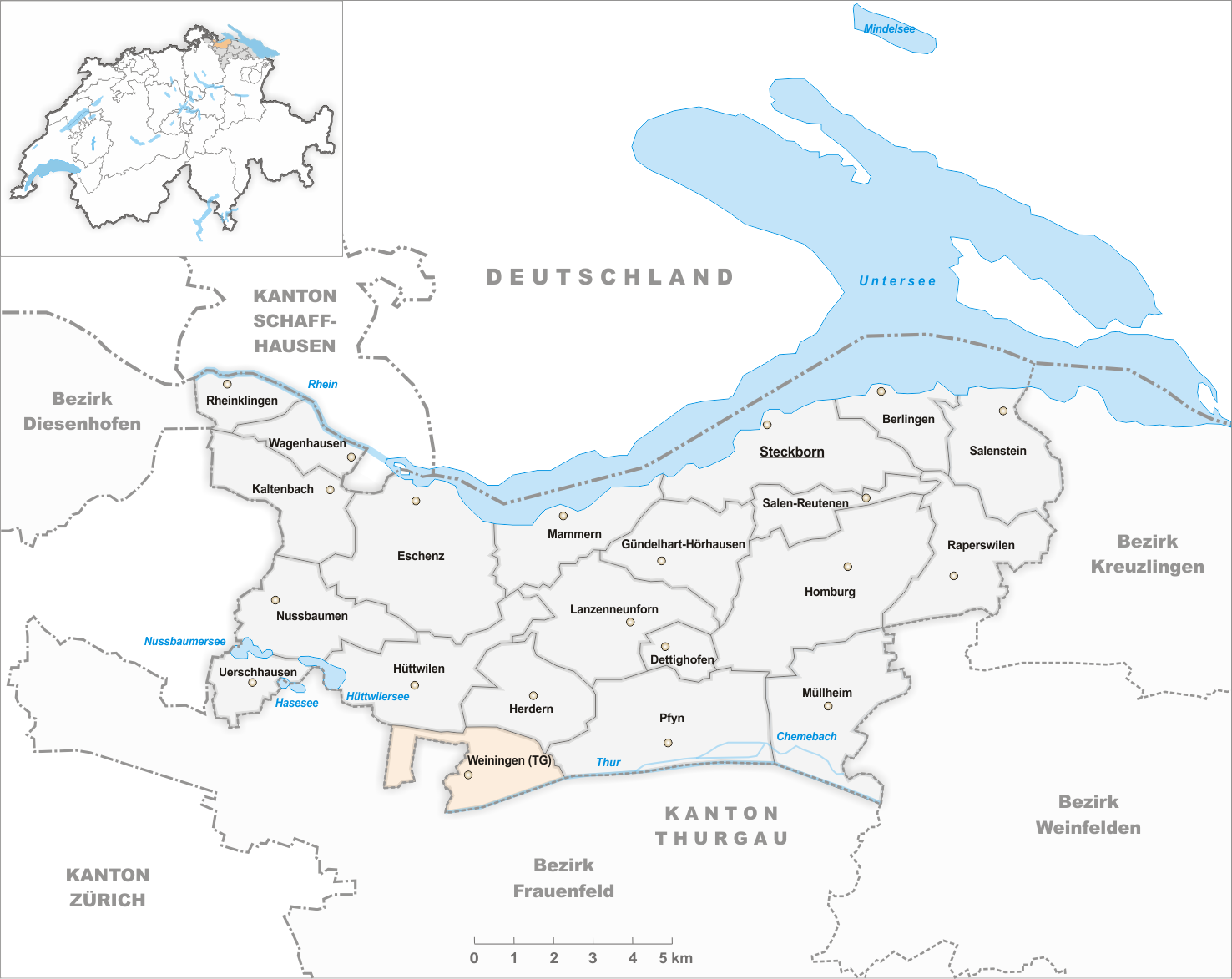
Gemeinden bis 1994
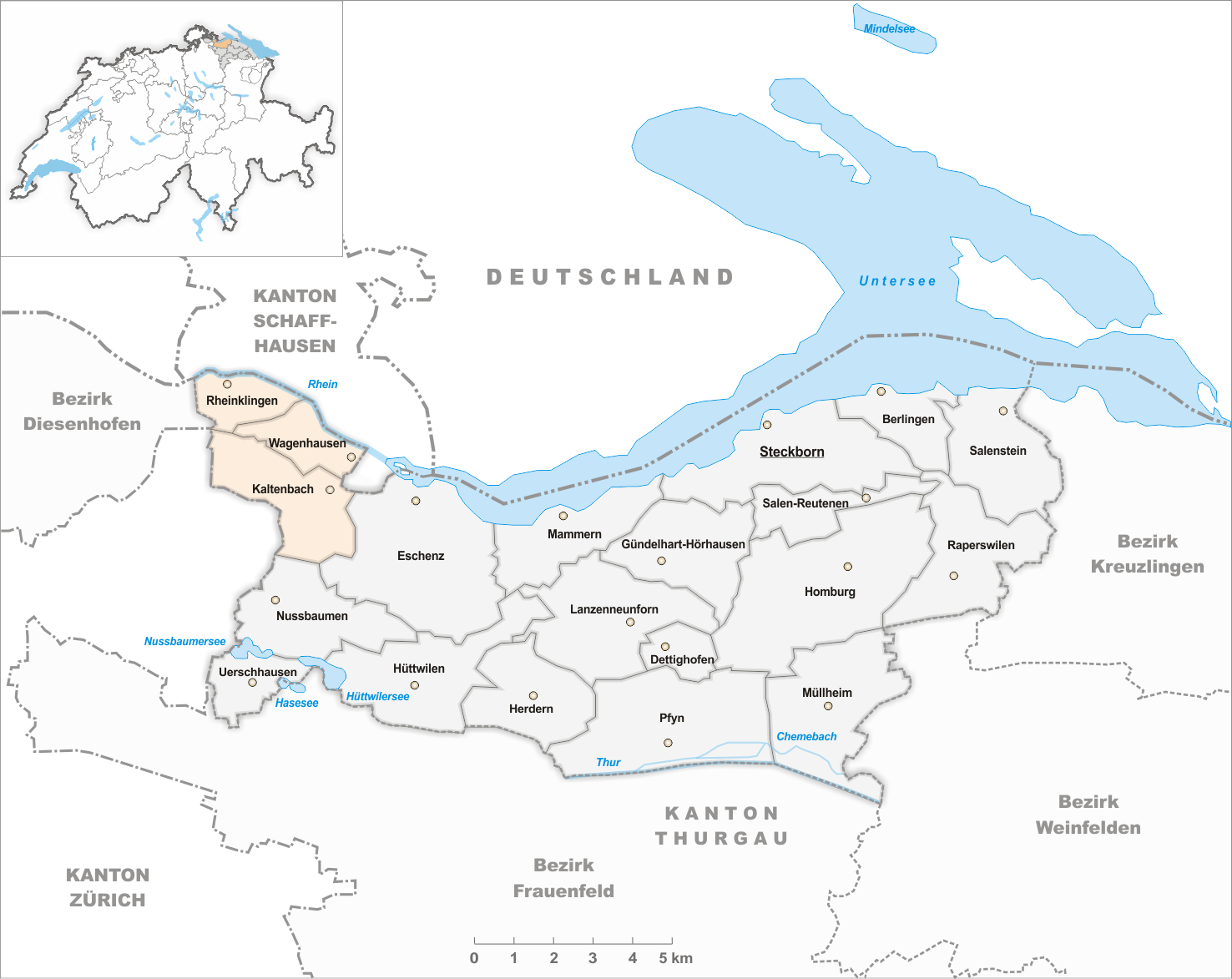
Gemeinden bis 1995
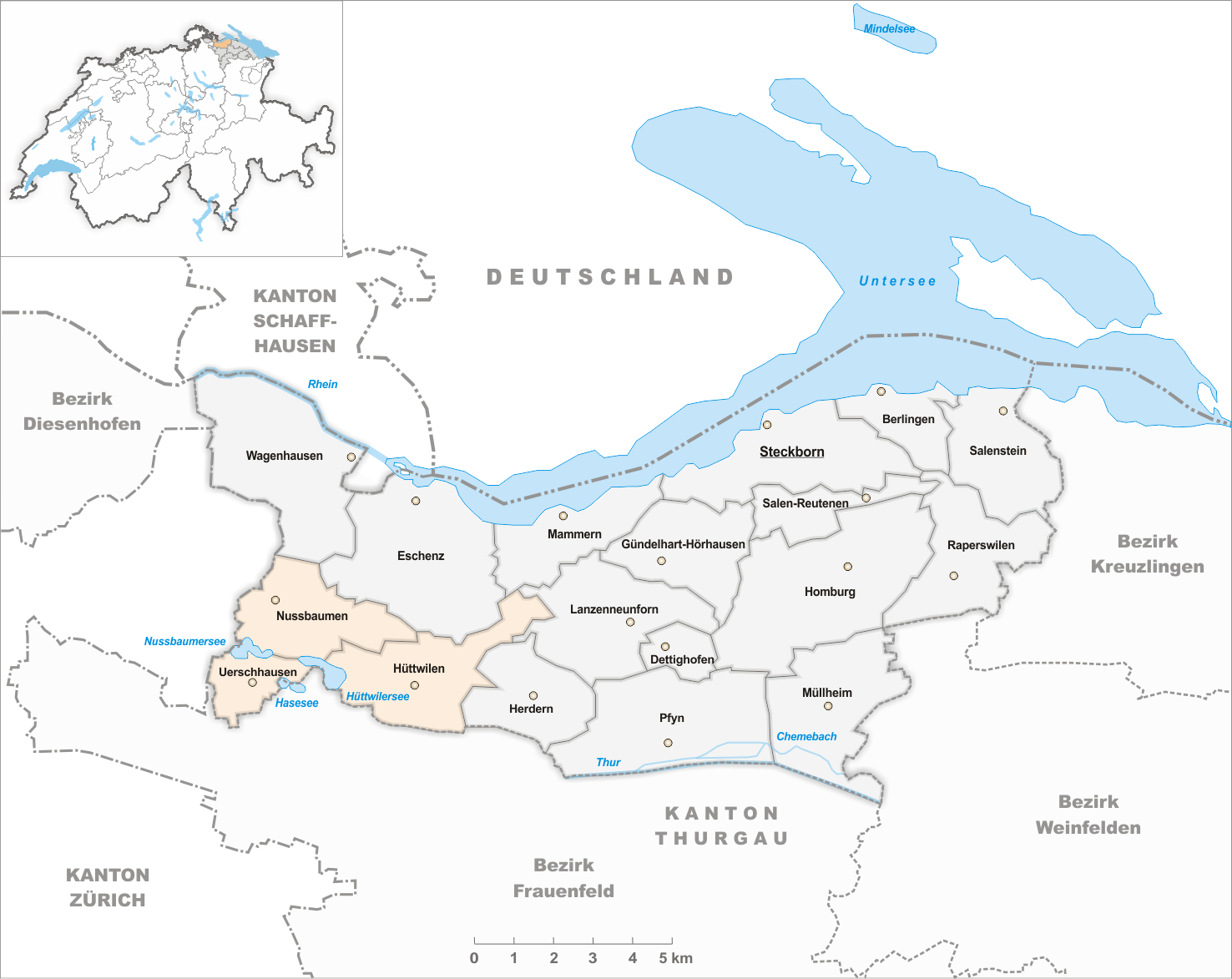
Gemeinden bis 1996
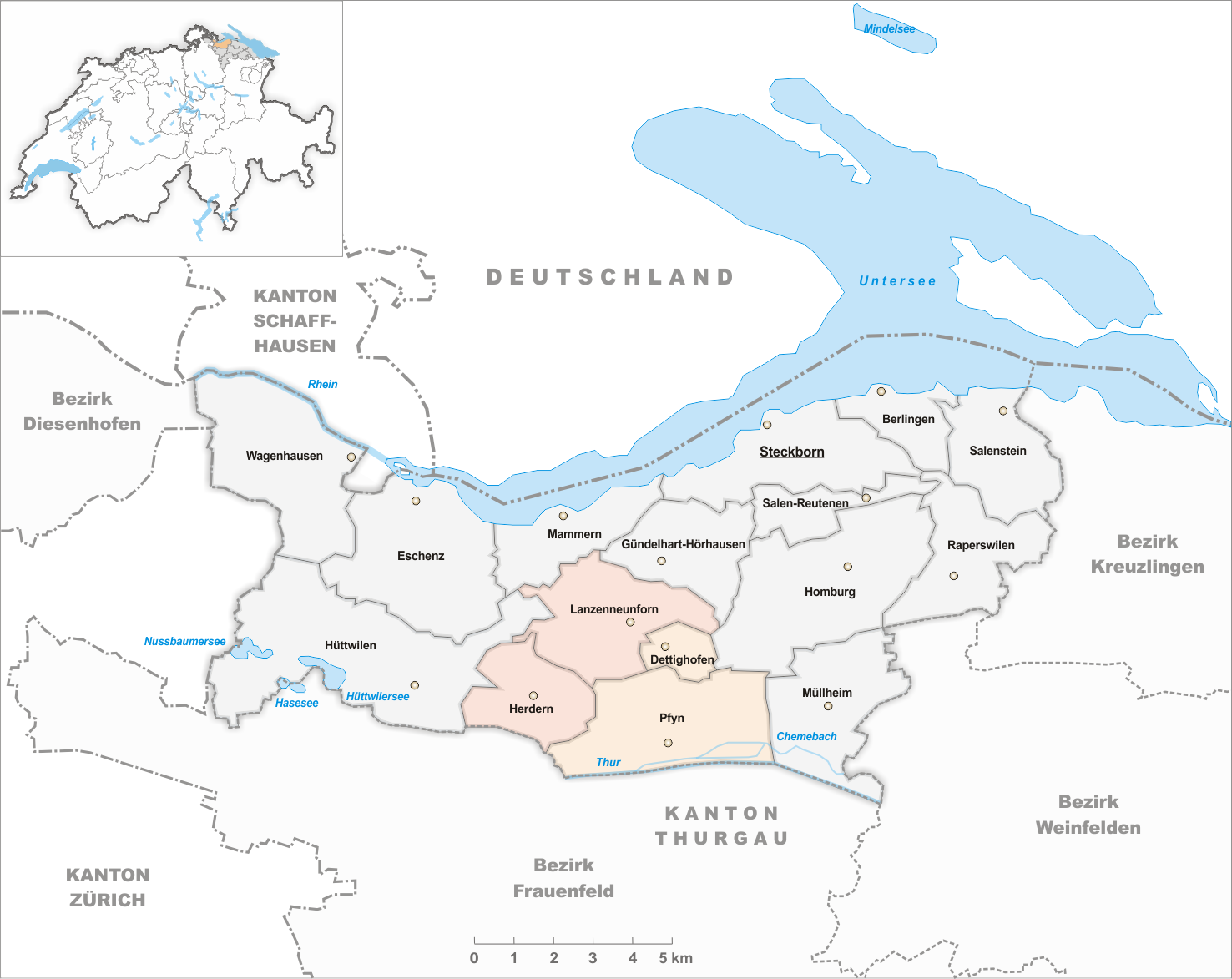
Gemeinden bis 1997
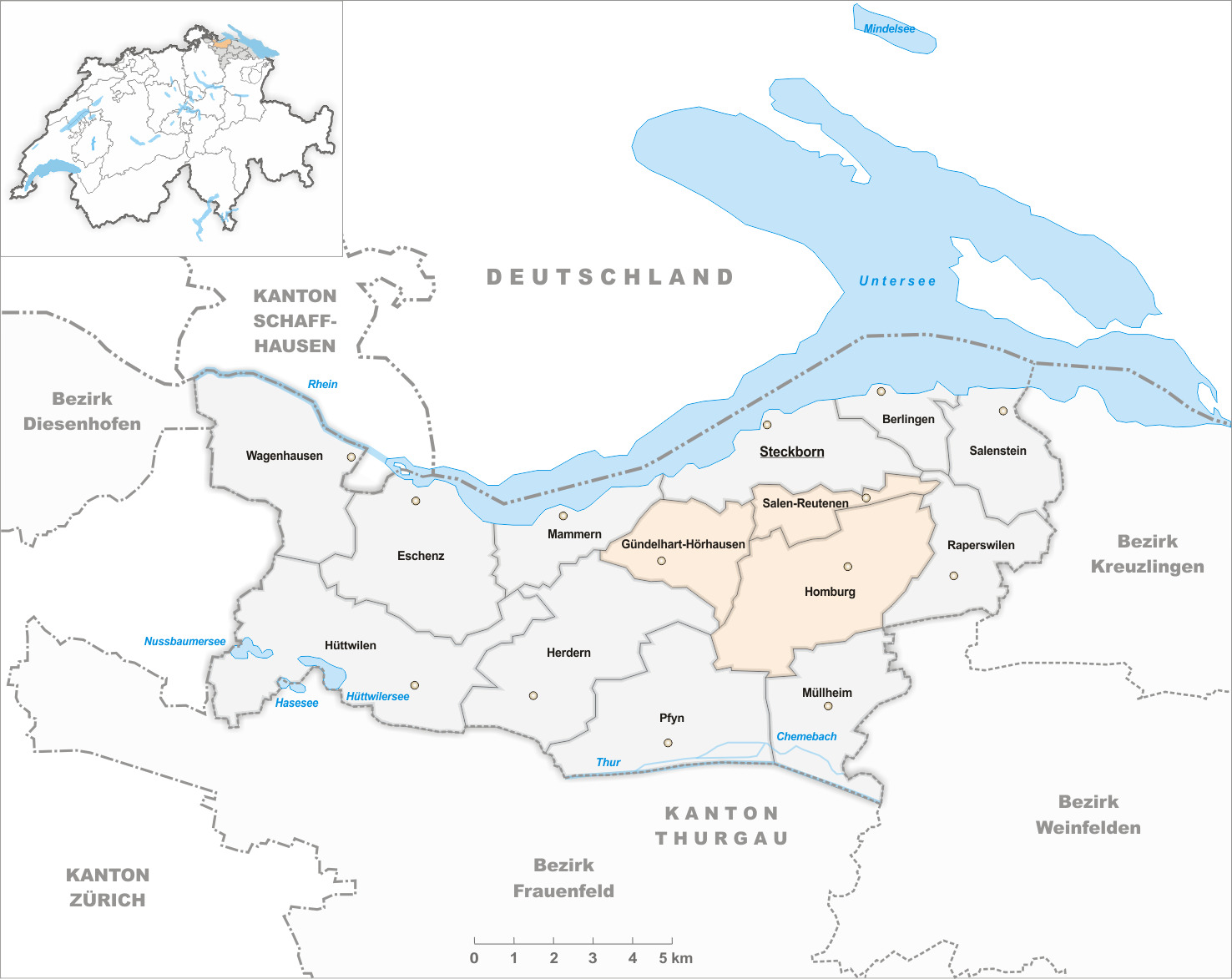
Gemeinden bis 1998

- 1. Januar 1967: Langenhart und Müllheim → Müllheim

- 1. Januar 1979: Fruthwilen, Mannenbach und Salenstein → Salenstein

- 1. Januar 1995: Warth und Weiningen → Warth-Weiningen
- 1. Juni 1995: Kaltenbach, Rheinklingen und Wagenhausen → Wagenhausen

- 1. Januar 1997: Hüttwilen, Nussbaumen und Uerschhausen → Hüttwilen

- 1. Januar 1998: Herdern und Lanzenneunforn → Herdern
- 1. Januar 1998: Dettighofen und Pfyn → Pfyn

- 1. Januar 1999: Gündelhart-Hörhausen, Homburg und Salen-Reutenen → Homburg

- 1. Januar 2011: Raperswilen und Salenstein wechseln vom Bezirk Steckborn → Bezirk Kreuzlingen
- 1. Januar 2011: Berlingen, Eschenz, Herdern, Homburg, Hüttwilen, Mammern, Müllheim, Pfyn, Steckborn und Wagenhausen wechseln vom Bezirk Steckborn → Bezirk Frauenfeld